# Gele agaatspanner
De gele agaatspanner (Gandaritis pyraliata, voorheen geplaatst in het geslacht Eulithis) is een nachtvlinder uit de familie Geometridae, de spanners. De voorvleugellengte bedraagt tussen de 15 en 18 millimeter. Hij overwintert als ei.

## Waardplanten
De gele agaatspanner heeft als waardplanten diverse soorten walstro.

## Voorkomen in Nederland en België
De gele agaatspanner is in Nederland en België een vrij algemene soort, die verspreid over het hele gebied kan worden gezien. De vlinder kent één generatie die vliegt van begin juni tot en met juli.